# Гальбський мішок
Гальбський «мішок» (нім. Kesselschlacht von Halbe, рос. Хальбский котёл) — наступальна операція радянських військ 1-го Білоруського та 1-го Українського фронтів, унаслідок проведення якої південніше Берліна були оточені та знищені війська 9-ї польової та частина сил 4-ї танкової армій вермахту. Проводилась у контексті Берлінської наступальної операції з 24 квітня до 1 травня 1945 року та завершилася розгромом значних сил німецьких військ, які не змогли прорватися до обложеного Берліна.

## Історія

### Передумови
16 квітня 1945 року радянські війська розпочали Берлінську стратегічну наступальну операцію. Три радянські фронти одночасно атакували німецький фронт оборони по лінії Одер-Нейссе. До 21 квітня Червона армія прорвала німецьку оборону на двох ділянках і почала обхідний маневр з глибокого охоплення німецької столиці. 1-й Білоруський фронт маршала Жукова Г. К. з величезними зусиллями та ціною великих втрат проривав ворожі позиції біля Зеєловських висот, у той час як війська 1-го Українського фронту маршала Конєва І. С. здобули більшого успіху на рубежі річки Нейссе і танкові клиння 3-ї та 4-ї гвардійських танкових армій вирвалися на оперативний простір та поринули в напрямку Котбуса і далі до південно-західних околиць Берліна. 19 квітня німецькі війська, що тримали оборону на Зеєловських висотах, відступили, відкривши шлях до Берліна для 1-го Білоруського фронту. В авангарді наступу 4-ї гвардійської танкової армії йшов 10-й гвардійський танковий корпус, який рухався в оперативній порожнечі в оборонній системі вермахту. Глибокий прорив радянських танкових армій остаточно відтяв 5-й армійський корпус німецької 4-ї танкової армії від її основних сил.

### Склад сторін

#### СРСР
- 1-й Білоруський фронт (командувач маршал Радянського Союзу Жуков Г. К.)
  - 3-тя армія (командувач генерал-полковник Горбатов О. В.)
  - 69-та армія (командувач генерал-полковник Колпакчи В. Я.)
  - 33-тя армія (командувач генерал-полковник Цвєтаєв В. Д.)
  - 2-й гвардійський кавалерійський корпус (командир генерал-лейтенант Крюков В. В.)
- 1-й Український фронт (командувач маршал Радянського Союзу Конєв І. С.)
  - 3-тя гвардійська армія (командувач генерал-полковник Гордов В. М.)
  - 13-та армія (командувач генерал-полковник Пухов М. П.)
  - 28-ма армія (командувач генерал-лейтенант Лучинський О. О.)
  - 4-та гвардійська танкова армія (командувач генерал-полковник танкових військ Лелюшенко Д. Д.)
  - 3-тя гвардійська танкова армія (командувач генерал-полковник танкових військ Рибалко П. С.)
- ВПС СРСР (командувач головний маршал авіації Новиков О. О.)
  - 2-га повітряна армія (командувач генерал-полковник авіації Красовський С. Я.)
  - 16-та повітряна армія (командувач генерал-полковник авіації Руденко С. Г.)
  - 18-та повітряна армія (командувач головний маршал авіації Голованов О. Є.)

#### Німеччина
- 9-та армія (командувач генерал від інфантерії Теодор Буссе)
  - 11-й корпус СС (командир СС-обергруппенфюрер Маттіас Кляйнгайстеркамп)
  - 5-й армійський корпус (командир генерал артилерії Курт Вегер)
  - 5-й гірський корпус СС (командир СС-обергруппенфюрер Фрідріх Єккельн)
- 12-та армія (командувач генерал танкових військ Вальтер Венк)
  - 20-й армійський корпус (командир генерал кавалерії Карл-Ерік Келер)
  - 39-й танковий корпус (командир генерал-лейтенант Карл Арндт)
  - 41-й танковий корпус (командир генерал-лейтенант Рудольф Гольсте)
  - 48-й танковий корпус (командир генерал танкових військ Максиміліан фон Едельсхайм)
  - 10-та танкова дивізія СС «Фрундсберг» (командир СС-бригадефюрер Гайнц Гармель[Прим. 1])
  - 21-ша танкова дивізія (командир генерал-лейтенант Вернер Маркс)

### Хід битви
Завершивши прорив німецької оборони на річці Одер, армії лівого крила 1-го Білоруського фронту розвинули наступ з метою оточення і розчленування німецького угруповання противника. 5-та ударна, 8-ма гвардійська і 1-ша гвардійська танкова армії наступали безпосередньо на столицю Німеччини, у той час, як 69-та і 33-та армії наступали із завданням ліквідації військ вермахту в районі Франкфурта і відокремлення франкфуртсько-губенського угруповання німецьких військ від сил, що обороняли Берлін.
23 квітня 1945 року в бій був введений другий ешелон 1-го Білоруського фронту — 3-тя армія генерала Горбатова і 2-й гвардійський кавалерійський корпус генерала Крюкова. Скориставшись замішанням німців, передові загони подолали річку Шпрее і захопили переправи на протилежному берегу. Отямившись, німецькі війська люто контратакували, намагаючись скинути передові сили противника в річку, але вже було пізно. В результаті стрімкого прориву 3-ї армії та кавалерійського корпусу була ліквідована можливість прориву частин 9-ї німецької армії у напрямку Берліна з лісового району Шпревальд на південний схід від міста. Одночасно частини лівого крила 69-ї армії форсували Шпрее в районі Фюрстенвальде. Війська 69-ї і 33-ї армії за потужної підтримки авіації здобули Франкфурт-на-Одері і розвинули наступ на Бесков.
24 квітня частини 1-го Білоруського фронту зустрілися в районі Бонсдорф — Букка — Бріц з військами 3-ї гвардійської танкової армії Рибалко 1-го Українського фронт. В результаті цього франкфуртсько-губенське угруповання вермахту (головні сили 9-ї армії і частина 4-ї танкової армії) була відрізана від столиці та опинилися в оточенні. Гітлерівці продовжували завзято відбиватися, переходили в контратаки, щоб уникнути розчленування армії. Одночасно німецьке командування, прикриваючись ар'єргардами, почало відведення частин з найбільш небезпечних ділянок на захід і південний захід. Верховне командування вимагало від 9-ї армії прориву в Берлін. Німці намагаються сформувати ударну групу, щоб прорвати кільце оточення.
Частини 3-ї армії форсували канал Одер-Шпрее й продовжили наступ у складній озерно-лісистій місцевості, долаючи спротив противника. 69-та армія також зустріла сильний опір німецьких формувань і мала незначне просування. 33-тя армія форсувала Шпрее в районі Бескова.
Водночас 3-тя гвардійська і 28-ма армії 1-го Українського фронту охоплювали німецькі дивізії з півдня і південного заходу, ведучи бої на рубежі Люббенау, Люббен, Міттенвальде і Брузендорф. 25 квітня 3-тя армія і 2-й гвардійський кавалерійський корпус з'єдналися з 28-ю армією генерала Лучинського. В результаті цього було сформовано внутрішньо кільце оточення німецького угруповання. Війська 69-ї армії і правого флангу 33-ї армії в цей день просування майже не мали. Німці на своєму східному фланзі чинили вкрай запеклий опір, не даючи нашим військам розчленувати оточене угруповання.
25 квітня 1945 року війська 1-го Білоруського та 1-го Українського фронті з'єдналися західніше Берліна в районі Кетцин, завершивши оточення всієї берлінської угруповання. Німецьке угруповання, що налічувала до 400 тис. бійців, не тільки було блоковане, а й розчленоване на дві ізольовані і приблизно рівні групи: берлінську (столичний район) і франкфуртсько-губенське (в лісах на південний схід від Берліна).
В оточення потрапили частини 9-ї і 4-ї танкової німецьких армій: 11-й корпус СС, 5-й гірський корпус СС, 5-й армійський корпус. Всього 14 дивізій, включаючи 2 моторизовані і 1 танкову дивізії, а також 4 окремі бригади, значна кількість різних полків, окремих батальйонів і підрозділів. Близько 200 тис. військовиків, близько 2 тис. гармат і мінометів, близько 300 танків і САУ.
Командування 9-ї армії вирішило залишити в обороні на півночі і південному сході «мішка» частини 11-го і 5-го гірського корпусів. 5-й армійський корпус, залишивши позиції в південно-східній частині «мішка», спрямували на захід, в напрямку на Гальбе — Барут. На вістрі атаки були залишки 21-ї танкової дивізії, моторизованої дивізії «Курмарк» і 712-та піхотна дивізія. Для забезпечення прориву використовували усі запаси боєприпасів і палива, пальне вилучали з усіх несправних і кинутих машин. Усіх військових, включаючи тиловиків і штабістів, включали в бойові групи.
Радянські сили, які обложили Гальбський «мішок», налічували близько 280 тис. солдатів і офіцерів, 7,4 тис. гармат і мінометів, близько 240 танків і САУ. Велику роль в ліквідації ворожого угруповання зіграла авіація — 16-та і 2-га повітряні армії. Радянське командування розуміло, що німці будуть відчайдушно прориватися на захід і північний захід. Тому оборону в напрямку на Барут і Луккенвальде зміцнювали. Командування 1-го Українського фронту висунуло 3-й гвардійський стрілецький корпус генерала Александрова зі складу 28-ї армії в район Барута. До кінця 25 квітня гвардійці зайняли позиції в районі Гольсен — Барут. В тилу 3-й гвардійської армії була сформована друга лінія оборони.
У ніч на 26 квітня командування 9-ї армії завершило перегрупування сил і сформувало ударну групу у складі однієї танкової, двох моторизованих і двох піхотних дивізій. Це угруповання мало на ділянці прориву невелику перевагу в живій силі і техніці. Правда, радянська авіація виявила район зосередження противника і завдала по ньому потужний удар.
Вранці 26 квітня гітлерівці завдали сильного удару в стик 28-й і 3-й гвардійської армій 1-го Українського фронту. Бої були вкрай жорстокими, місцями справа доходила до рукопашних сутичок. Німці змогли пробитися на стику між 329-ї і 58-ї стрілецькими дивізіями, вийшли до Баруту і перерізали шосе Барут — Цоссен, розірвавши зв'язок між арміями Лучинського і Гордова В. М.. Але сам Барут, де тримала оборону 395-та стрілецька дивізія, німці взяти не змогли. Радянська авіація, як і раніше наносила потужні удари по колонах противника.
Одночасно по противнику, що намагався прорватися з оточення, завдав контрудару 25-й танковий корпус за підтримки частин 3-ї гвардійської армії. Пролом у бойових порядках армії Гордова в районі Гальбе був закритий. Німецький передовий ударний кулак був відрізаний від головних сил 9-ї армії. Кільце оточення навколо німецького угруповання значно зменшилося. 12-та німецька армія, яка почала наступ у напрямку на Беліц ще 24 квітня, не змогла пробитися до обложених сил. Радянські війська вийшли до Віттенберга і форсували Ельбу.
Верховне німецьке командування вимагало від командувачів 12-ї і 9-ї армій прориву за будь-яку ціну. Запеклі бої тривали: німці намагалися прорватися на захід, радянські війська стискали кільце оточення. Тим часом частини 3-ї, 69-ї і 33-ї армій 1-го Білоруського фронту продовжували наступ, стискаючи кільце оточення з півночі, сходу і південного сходу. 3-тя гвардійська армія 1-го Українського фронту на південному напрямку здобула Люббен і почала бій за Вендіш-Бухгольц, встановивши зв'язок з 33-ю армією.
28 квітня командувач 9-ї армії Буссе доповів про катастрофічне становище військ. Подальші спроби вирватися з оточення не увінчалися успіхом, дії 12-ї армії також були безрезультативними, територія «мішка» протягом дня катастрофічно скоротилася: до 10 кілометрів з півночі на південь і до 14 кілометрів зі сходу на захід.
У ніч на 29 квітня німецьке командування вирішило здійснити останню вирішальну спробу прориву. У бій кинули все, що залишилося. Останні боєприпаси були витрачені на артилерійський удар. В атаку пішла до 10 тисяч солдатів, підтриманих 30-40 танками. Гітлерівці йшли вперед і не зважали на втратами. До ранку німецькі війська ціною величезних втрат прорвалися на ділянці 21-го і 40-го стрілецьких корпусів, зайняли Гальбе. Червона армія зупинили німецький прорив лише на другій лінії оборони 3-го гвардійського корпусу. Німці підтягнули артилерію, зосередили групу прориву у 45 тис. осіб і знову поринули вперед. Гітлерівці зламали другу лінію оборони в районі Мюкккендорф, створили пролом шириною в 2 км. Незважаючи на високі втрати від дії радянської артилерії, німецькі групи стали виходити в лісовий масив у Куммерсдорфі. Спроби радянських військ закрити пролом німці відбили відчайдушними атаками.
На кінець дня німців зупинили в районі Куммерсдорфа. У бій довелося кинути тилові частини і підрозділи 28-ї, 13-ї і 3-ї гвардійської танкової армій. Командування 28-ї армії направило в район боїв 130-ту дивізію, яку раніше хотіли направити на штурм Берліна. Дивізія завдала удару по німецькому угрупованню з півночі. Армії 1-го Білоруського фронту в цей день зайняли майже всю територію «мішка», вийшли до Хаммеру і Гальбе — практично всі боєздатні підрозділи 9-ї армії були кинуті на прорив. Залишки 9-ї армії, розділені на кілька груп, перебували у вузькому коридорі (від 2 до 6 км шириною) від Гальбе до Куммерсдорфу. На зовнішньому кільці оточення радянські війська відбили кілька атак 12-ї німецької армії.
Радянське командування, намагаючись не допустити прориву ворогу з «мішка», залучило до ліквідації оточеного німецького угруповання додаткові сили. 30 квітня німці як і раніше запекло рвалися на захід, не зважаючись з втратами, і просунулися ще на 10 км. Німецький тиловий заслін у районі Вендіш-Бухгольца був повністю знищений військами 1-го Білоруського фронту. Деморалізовані німецькі війська почали масово здаватися в полон, окремі групи продовжували рватися на захід.
1 травня 1945 року радянські армії продовжили добивати вороже угруповання. Вночі 20-тис. група прорвалася до Беліц, до 12-ї армії залишалося всього кілька кілометрів. Німецьку групу добила 4-та гвардійська танкова армія генерала Лелюшенко. Також активно діяла авіація. Близько 5 тис. німців загинуло, 13 тис. було взято в полон, інші були розсіяні. Ще одну німецьку групу добили в районі Луккенвальде. 2 травня ліс очистили від останніх невеликих груп і загонів гітлерівців. Лише незначній частині німецьких військ пощастило прориватися через ліси на захід, де вони здалися союзникам.